# Lignières, Schweiz
Lignières är en ort och kommun i kantonen Neuchâtel, Schweiz. Kommunen har 1 041 invånare (2023).